# Auguste Huyshauwer
Auguste Huyshauwer, né le 29 janvier 1862 à Gand et y décédé le 5 mai 1926 fut un homme politique flamand catholique.
Huyshauwer fut journaliste et typographe, collaborateur du Volk.
Il fut élu député de l'arrondissement de Gand pour le Parti Catholique (1894-1900, puis 1902-1904 et 1908-1926). Il fut également secrétaire de l'assemblée.